# 김영진 (법조인)
김영진(1939년 ~ 2000년 6월 2일)은 서울고등법원장 등을 역임한 법조인이다.

## 생애
전라남도 장흥군에서 1939년에 태어나 광주일고와 서울대학교 법학과를 졸업하고 같은 호남 출신인 천경송 등과 함께 제13회 고등고시 사법과에 합격해 판사에 임용되었다. 
서울형사지방법원 판사에 재직 중이던 1975년 2월 10일에 서울고등법원 판사, 1977년 2월 17일 대법원 재판연구관, 1979년 8월 6일 청주지방법원 부장판사를 하다 서울고등법원 부장판사 직무대리를 거쳐 1987년 3월 20일에 서울고등법원 부장판사를 하였다.
각종 법원장 회의때마다 전철을 타고다녔던 서울지방법원 동부지원장에서 법원행정의 경험을 가졌던 김영진은 이후 마산지방법원. 1991년 2월 1일 임명된 청주지방법원, 수원지방법원, 1992년 8월에 광주고등법원, 1993년 10월 15일에 임명된 사법연수원,  1994년 7월 21일에 임명된 서울고등법원에서 법원장을 역임하다 1995년 2월 10일에 사직하고 여의도 합동법률사무소에서 변호사 개업을 했다.
서울지방법원 부장판사로 재직하던 1989년 4월에 거주하던 집에 화염병이 투척되었으며 광주고등법원장에 재직하던 1993년에 최초로 실시된 고위 공직자 재산 공개에서 김영진은 본인 소유의 서울 수유동 단독주택 241,076(만원)과 예금. 배우자 소유의 예금, 부친 소유의 영암군 임야 30,050 제곱미터와 9,421 제곱미터 밭 3,396 제곱미터, 아들 예금을 합쳐 총액 478,050(만원)을 신고했다.

## 주요 판결
서울형사지방법원 제4부 배석 판사로 재직하던1966년 3월 2일에 서울 문리대 민족주의 비교연구회 내란음모사건 피고인에 대해 "내란음모죄와 내란선동죄는 구성되지 않는다"며 김종태에게 폭발물 사용 음모죄만을 적용해 징역2년의 실형을 선고하면서 3명에게 반공법을 적용해 징역1년 자격정지1년 집행유예2년을 선고하면서 그외 2명에게는 무죄를 선고했다.
서울고등법원 제2형사부 재판장으로 재직하던 1981년 9월 17일에 변호사법, 긴급조치 9호 위반으로 기소된 전 신민당 국회의원 김인기에 대해 징역3년 자격정지3년 벌금 1300만원 추징금 10만원을 선고한 원심을 파기하면서 선고유예 판결했다.
서울고등법원 특별2부 재판장으로 재직하던 1989년 9월 22일에 서울대 총장실 난입 사건으로 제명처분된  서울대 총학생회 권익부 차장과 문화부장이 서울대
자연대학장과 사회대학장을 상대로 낸 제명처분 취소소송에서 "주동적 역할을 했다고 볼 증거가 없어 재량권을 남용한 것"이라는 이유로 원고 승소 판결하자 학장 측은 "70년대이후 정치권력으로부터 받아온 압력에서 벗어나 대학 자치를 회복하려는 교수들의 노력에 찬물을 끼얹었다"고 했다.
청주지방법원장으로 재직하던 1991년 3월 18일에 성별 정정 허가 신청을 한 안모씨(23살 여성)에 대해 "남성의 성 염색체를 갖고 있고 고환도 체제에 잠복해 있는 등 남성으로서 성징이 뚜렷하다"는 이유로 성별 정정을 허가했다.